# Meteorologiåret 1960

## Händelser

### Januari
- 1-2 januari – I Finke, Northern Territory, Australien uppmäts temperaturen + 48.3°, vilket blir Northern Territorys högst uppmätta temperatur någonsin [1].
- 2 januari – I Oodnadatta, South Australia, Australien uppmäts temperaturen + 50.7 °C (123 °F) vilket blir Australiens och Oceaniens högst uppmätta temperatur någonsin [2].
- 10 januari – En orkan härjar vid Landsort, Sverige [3].

### Februari
- 18 februari – Strängt vinterväder håller flertalet åskådare borta då USA:s vicepresident inviger e olympiska vinterspelen i Squaw Valley i Kalifornien, USA [4]

### Mars
- 12 mars – 95 centimeter snö uppmäts i Riksten, Sverige vilket innebär ett av de största snödjupen någonsin i Gästrikland [5].
- 13 mars – Premiär för underhållningsprogrammet Söndagsbilagan med väderrapport i Sveriges Radio-TV [6].

### April
- 1 april - USA skjuter ut världens första vädersatellit, Tiros 1, från Cape Canaveral AFS i Florida, USA, klockan 06.40 EST. TIROS står för Television InfraRed Observation Satellite.[7][8]  Samma kväll introduceras satellitväderprognoser till världen via TV för första gången. Bilderna tas från en höjd på 450 engelska mil [9].

### Maj
- 17 maj - I Melsom, Norge uppmäts + 28.6 °C vilket blir Norges varmaste nationaldagstemperatur någonsin [10].
- 21 maj – 10 inch regn faller över New Prague i Minnesota, USA på 48 timmar [11].
- 23 maj - Klockan 1.05.00 drar en tsunami från jordbävningen i Chile in över viken Hilo i Hawaii, USA och dödar 61personer och skadar 282.[12]
- 24 maj - Tsunamier från jordbävningen i Chile, 8 000 engelska mil bort, drababs Japans kust vid Hokkaido, Sanriku och Kii, och dödar 119 personer och spolar bort 2 800 hem.[13].

### Juni
- 15 juni - En värmebölja runt Lake Whitney i Texas, USA följs av blåst. Även om det senare hävdas att temperaturen stiger till nästan 140 °F,[14] rapporteras bara topptemperaturer på + 95 °F.[15]
- 28 juni - Blixten startar 143 olika bränder runtom i Arizona och New Mexico i USA, nytt rekord på en enda dag [16].
- 28 juni - Den första vädersatelliten, Tiros 1, tas ner av NASA efter 78 dagar, 1 302 omlopp runt Jorden, och nästan 23 000 väderfotografier.[17]

### Juli
- 3 juli - Blixten dödar en grupp religiösa pilgrimer som bär en staty föreställande Jungfru Maria till toppen av Mount Bisalta nära Cuneo i Italien. Fyra dödas och över 30 skadas.[18]

### Augusti
- Augusti – 284 millimeter nederbördsmängd faller över Stenkvista, Sverige vilket innebär månadsnederbördsrekord för Södermanland [3].
- 6 augusti – 237 millimeter dygnsnederbörd uppmäts vid ett hydrologiskt projekt i Karlaby, Sverige [19].
- 8 augusti – 237 millimeter nederbörd uppmäts över Karlaby, Sverige under ett forskningsprojekt vid Lunds universitet [20].
- 6 augusti – 125 millimeter nederbörd faller över Mackmyra, Sverige vilket innebär nederbördsrekord inom 24 timmar för Gästrikland, men då det infaller inom två dygn kan det inte räknas som dygnsnederbördsrekord [5].
- 9 augusti - Värmerekord för Vancouver i British Columbia, Kanada uppmäts med +33.3 °C [21].
- 13 augusti - Tyfonen Wendy dödar minst 18 personer i centrala Japan [22].
- 24 augusti - Vid Vostok, Antarktis uppmäts - 89,2 °C vid vindstilla [23].

### September
- 4 september - Orkanen Donna drabbar Puerto Rico, där den dödar 107 personer och rör sig sedan norrut mot USA, där den dödar 22 personer innan den dör ut runt 13 september.[24]

### Oktober
- 7 oktober - Tyfonen Kit dödar 51 personer i Filippinerna. Samtidigt härjar också Typhoon Lola, som sex dagar senare slår till mot Luzon och dödar 26 personer [7][25].

### November
- 28 november - Övre sjöns stränder i USA drabbas av en svår storm och snöstorm. Egendom på kusten förstörs, och Grand Marais gator svämmar över [26].

### December
- 13 december - Kyla och snöstorm lamslår trafiken i USA, och över 200 personer dödas [27].

### Okänt datum
- Ett kraftigt inflöde till Östersjön inträffar [28]
- I Norge inleds på fredagarna väderprogrnosprogrammet Været i helgen i TV [29].

## Födda
- 18 oktober – Henry Margusity, amerikansk meteorolog.

### Fotnoter
1. ↑  ”Australian Temperature Extremes”. Bureau of Meteorology. 1 april 2009. http://www.bom.gov.au/climate/extreme/records/national.pdf. Läst 4 februari 2011.
2. ↑  ”Australian Temperature Extremes”. Bureau of Meteorology. 1 april 2009. http://www.bom.gov.au/climate/extreme/records/national.pdf. Läst 16 december 2009.
3. 1 2  SMHI
4. ↑  "Snow Snarls Olympics Start, Stalls Nixon's Games Arrival", Oakland Tribune, February 18, 1960, p
5. 1 2  SMHI
6. ↑  John Pohlmans blogg 21 november 2010 - TV-väder historik del 9 Arkiverad 15 december 2010 hämtat från the Wayback Machine.
7. 1 2  "Chronology—April 1960", The World Almanac and book of fact 1961 pp164–168
8. ↑  "U.S. Puts Weather Satellite in Orbit", Oakland Tribune, April 1,1960, p1
9. ↑  "Space TV Spots Storm in Midwest—Scores Fabulous 'First'", The Independent (Long Beach, CA), April 2, 1960, p1
10. ↑  MET
11. ↑  ”Arkiverade kopian”. Arkiverad från originalet den 16 juli 2010. https://web.archive.org/web/20100716103814/http://www.climate.umn.edu/pdf/day_in_weather_history/may_wx_history.pdf. Läst 16 februari 2011.
12. ↑  Anthony D. Fredericks, Tsunami Man: Learning About Killer Waves with Walter Dudley (University of Hawai'i Press, 2002), pp28–31
13. ↑  "A Numerical Model for Far-Field Tsunamis and Its Application to Predict Damages Done to Aquaculture", by Osami Nagano, et al., in Tsunami Hazard: A Practical Guide for Tsunami Hazard Reduction (Kluwer Academic Publishers, 1991), pp235–236
14. ↑  Patricia Barnes-Svarney and Thomas E. Svarney, Skies of Fury: Weather Weirdness Around the World, pp111-112 (Simon & Schuster, 1999)
15. ↑  "Midnight Heat Wave, Winds Hit Resort Area", Corpus Christi Times, June 15, 1960, p1
16. ↑  Stephen J. Pyne, World Fire (Henry Holt & Co., 1995)
17. ↑  "Weather Almanac for April 2000"
18. ↑  "Bolt Strikes, Kills 4 on Pilgrimage", Salt Lake Tribune, July 4, 1960, p4
19. ↑  SMHI Arkiverad 26 augusti 2010 hämtat från the Wayback Machine.
20. ↑  SMHI
21. ↑  ”Dan, Dan the Weatherman's Canadian Weather Trivia Page”. Arkiverad från originalet den 9 september 2013. https://web.archive.org/web/20130909001246/http://www.dandantheweatherman.com/cantriv.html. Läst 23 februari 2011.
22. ↑  "Chronology August 1960", The World Almanac and book of facts, 1961 (New York World-Telegram, 1960), pp178–182
23. ↑  Guinness Rekordbok (svenska) 1993
24. ↑  "Thousands Flee Hurricane Donna", Spokane Spokesman-Review, September 5, 1960, p1; "Two Windy Girls on the Warpath" LIFE Magazine, September 26, 1960, p29
25. ↑  Margaret Ripley Wolfe, Kingsport, Tennessee: A Planned American City (University Press of Kentucky, 1987) pp171–74
26. ↑  Famous Minnesota Winter Storms (Listed Chronologically) Arkiverad 7 januari 2009 hämtat från the Wayback Machine.
27. ↑  Faktakalendern 1996, Semic, 1995
28. ↑  SMHI
29. ↑  MET Arkiverad 15 december 2010 hämtat från the Wayback Machine.